# Amine Laâlou
Amine Laâlou أمين لألوء (ur. 13 maja 1982) – marokański lekkoatleta specjalizujący się w biegach średnich.
Startuje głównie na dystansie 800 metrów. Międzynarodową karierę zaczynał w 1999 roku od występu na mistrzostwach świata juniorów młodszych. W 2000 odpadł dotarł do półfinału mistrzostw świata juniorów, a w 2001 został wicemistrzem Afryki juniorów. W swoim pierwszym starcie w mistrzostwach Afryki (2002) odpadł w eliminacjach, podobny rezultat osiągnął rok później na mistrzostwach świata. Czwartą lokatę zajął na halowych mistrzostwach globu w 2004 roku – w tym samym sezonie zdobył brąz igrzysk panarabskich oraz dotarł do półfinału igrzysk olimpijskich. Brązowy medalista igrzysk śródziemnomorskich (2005) podczas mistrzostw świata w Helsinkach nie awansował do finału. Brał udział w halowym czempionacie globu w Moskwie (2006) oraz rok później zajął siódmą lokatę w Osace podczas mistrzostw świata. W Pekinie na igrzyskach olimpijskich ponownie dotarł tylko do półfinału. Zdobywca złotego medalu igrzysk śródziemnomorskich (2009) zajął piąte miejsce w biegu na 800 metrów oraz dziesiątą lokatę w rywalizacji na dystansie 1500 metrów podczas mistrzostw świata w Berlinie. W 2010 zdobył srebrny medal mistrzostw Afryki w biegu na 1500 metrów, a we wrześniu tegoż roku wygrał rywalizację na tym dystansie podczas pucharu interkontynentalnego.
Badania antydopingowe (przeprowadzone 9 kwietnia 2016, poza zawodami) wykazały stosowanie przez Laâlou niedozwolonych środków. Otrzymał on karę 8 lat dyskwalifikacji (do 10 maja 2024).
Rekordy życiowe: w biegu na 800 metrów na stadionie – 1:43,25 (14 czerwca 2006, Rzym); rekord Maroka, w biegu na 1500 metrów na stadionie – 3:29,53 (22 lipca 2010, Monako).

## Osiągnięcia
| Rok  | Impreza                               | Miejsce   | Konkurencja    | Lokata      | Wynik   |
| ---- | ------------------------------------- | --------- | -------------- | ----------- | ------- |
| 1999 | Mistrzostwa świata juniorów młodszych | Bydgoszcz | bieg na 800 m  | eliminacje  | 1:54,93 |
| 2000 | Mistrzostwa świata juniorów           | Santiago  | bieg na 800 m  | półfinał    | 3:00,54 |
| 2001 | Mistrzostwa Afryki juniorów           | Réduit    | bieg na 800 m  | 2. miejsce  | 1:49,94 |
| 2002 | Mistrzostwa Afryki                    | Tunis     | bieg na 800 m  | eliminacje  | 1:48,68 |
| 2003 | Mistrzostwa świata                    | Paryż     | bieg na 800 m  | eliminacje  | 1:46,75 |
| 2004 | Halowe mistrzostwa świata             | Budapeszt | bieg na 800 m  | 4. miejsce  | 1:46,57 |
| 2004 | Igrzyska olimpijskie                  | Ateny     | bieg na 800 m  | półfinał    | 1:47,53 |
| 2004 | Światowy finał lekkoatletyczny IAAF   | Monako    | bieg na 800 m  | 7. miejsce  | 1:46,74 |
| 2004 | Igrzyska panarabskie                  | Algier    | bieg na 800 m  | 3. miejsce  | 1:46,86 |
| 2005 | Igrzyska śródziemnomorskie            | Almería   | bieg na 800 m  | 3. miejsce  | 1:47,58 |
| 2005 | Mistrzostwa świata                    | Helsinki  | bieg na 800 m  | półfinał    | 1:45,05 |
| 2006 | Halowe mistrzostwa świata             | Moskwa    | bieg na 800 m  | półfinał    | 1:47,55 |
| 2006 | Światowy finał lekkoatletyczny IAAF   | Stuttgart | bieg na 800 m  | 7. miejsce  | 1:47,91 |
| 2007 | Mistrzostwa świata                    | Osaka     | bieg na 800 m  | 6. miejsce  | 1:47,45 |
| 2007 | Światowy finał lekkoatletyczny IAAF   | Stuttgart | bieg na 800 m  | 4. miejsce  | 1:46,18 |
| 2008 | Halowe mistrzostwa świata             | Walencja  | bieg na 800 m  | eliminacje  | 1:49,41 |
| 2008 | Igrzyska olimpijskie                  | Pekin     | bieg na 800 m  | półfinał    | 1:46,74 |
| 2008 | Światowy finał lekkoatletyczny IAAF   | Stuttgart | bieg na 800 m  | 5. miejsce  | 1:50,03 |
| 2009 | Igrzyska śródziemnomorskie            | Pescara   | bieg na 800 m  | 1. miejsce  | 1:46,76 |
| 2009 | Mistrzostwa świata                    | Berlin    | bieg na 800 m  | 5. miejsce  | 1:45,66 |
| 2009 | Mistrzostwa świata                    | Berlin    | bieg na 1500 m | 10. miejsce | 3:37,83 |
| 2009 | Igrzyska frankofońskie                | Bejrut    | bieg na 800 m  | 1. miejsce  | 1:46,68 |
| 2009 | Igrzyska frankofońskie                | Bejrut    | bieg na 1500 m | 1. miejsce  | 3:51,59 |
| 2010 | Halowe mistrzostwa świata             | Doha      | bieg na 1500 m | 5. miejsce  | 3:42,42 |
| 2010 | Mistrzostwa Afryki                    | Nairobi   | bieg na 1500 m | 2. miejsce  | 3:36,38 |
| 2010 | Puchar interkontynentalny             | Split     | bieg na 1500 m | 1. miejsce  | 3:35,49 |
| 2011 | Mistrzostwa świata                    | Taegu     | bieg na 1500 m | półfinał    | 3:47,65 |
| 2012 | Halowe mistrzostwa świata             | Stambuł   | bieg na 1500 m | 9. miejsce  | 3:49,14 |